# Charops ganges
Charops ganges là một loài tò vò trong họ Ichneumonidae.